# الی ایکانگو
الی ایکانگو (انگلیسی: Elie Ikangu؛ زادهٔ ۴ اکتبر ۱۹۸۶) بازیکن فوتبال اهل فرانسه است.
از باشگاه‌هایی که در آن بازی کرده‌است می‌توان به باشگاه فوتبال نیویورک رد بولز و باشگاه فوتبال دارلینگتون اشاره کرد.